# Дуплин
Дуплин (слч. Duplín) насељено је мјесто са административним статусом сеоске општине (слч. obec) у округу Стропков, у Прешовском крају, Словачка Република.

## Становништво
| Година:    | 1994. | 2004.   | 2014.    | 2024.   |
| ---------- | ----- | ------- | -------- | ------- |
| Број људи: | 494   | 452     | 531      | 514     |
| Разлика:   |       | -8,50 % | +17,47 % | -3,20 % |

| Година:    | 2023. | 2024.   |
| ---------- | ----- | ------- |
| Број људи: | 506   | 514     |
| Разлика:   |       | +1,58 % |

Према подацима о броју становника из 2024. године насеље је имало 514 становника.